# Anomala antica
Anomala antica är en skalbaggsart som beskrevs av Ohaus 1897. Anomala antica ingår i släktet Anomala och familjen Rutelidae. Inga underarter finns listade i Catalogue of Life.